# Robert Mayne
Robert Mayne (1724-1782) est un marchand, banquier et homme politique britannique qui siège à la Chambre des communes de 1774 à 1782.

## Biographie
Il est le cinquième fils de William Mayne de Powis Logie, Clackmannanshire et de sa deuxième épouse Helen Galbraith, fille de William Galbraith de Balgair, Stirling. Il épouse Anne Knight, fille de John Knight le 24 octobre 1763. En 1770, il est banquier à Jermyn St et négociait dans le cadre de divers partenariats. Il se remarie avec Sarah Otway, fille de Francis Otway le 15 juin 1775 . 
En 1774, le frère de Mayne, Sir William Mayne, prend le contrôle des deux sièges à Gatton. Robert Mayne est élu pour remplacer son frère comme député de Gatton lors d'une élection partielle le 27 décembre 1774. Pendant son séjour au Parlement, il est également un important contractant du gouvernement fournissant des troupes en Amérique ou aux Antilles avec des contrats de 1776 à 1782. Aux élections générales de 1780, il se présente à Stockbridge et Colchester où il échoue, mais est réélu pour Gatton. Il soutient l'administration de Lord North et n'est pas enregistré comme ayant parlé au Parlement. 
L'entreprise de Mayne fait faillite en 1782 et il s'est suicidé le 5 août 1782. 